# Koto Tengah (Air Hangat)
Koto Tengah is een bestuurslaag in het regentschap Kerinci van de provincie Jambi, Indonesië. Koto Tengah telt 612 inwoners (volkstelling 2010).